# Francisco Fuentes Maturana
Francisco Fuentes Maturana (San Fernando, 19 de abril de 1879-Aysén, 5 de febrero de 1934) fue un botánico chileno y jefe de la Sección Botánica del Museo Nacional de Historia Natural entre 1912 y 1934. Fue un especialista en Botánica aplicada y en plantas fanerógamas.

## Reseña biográfica

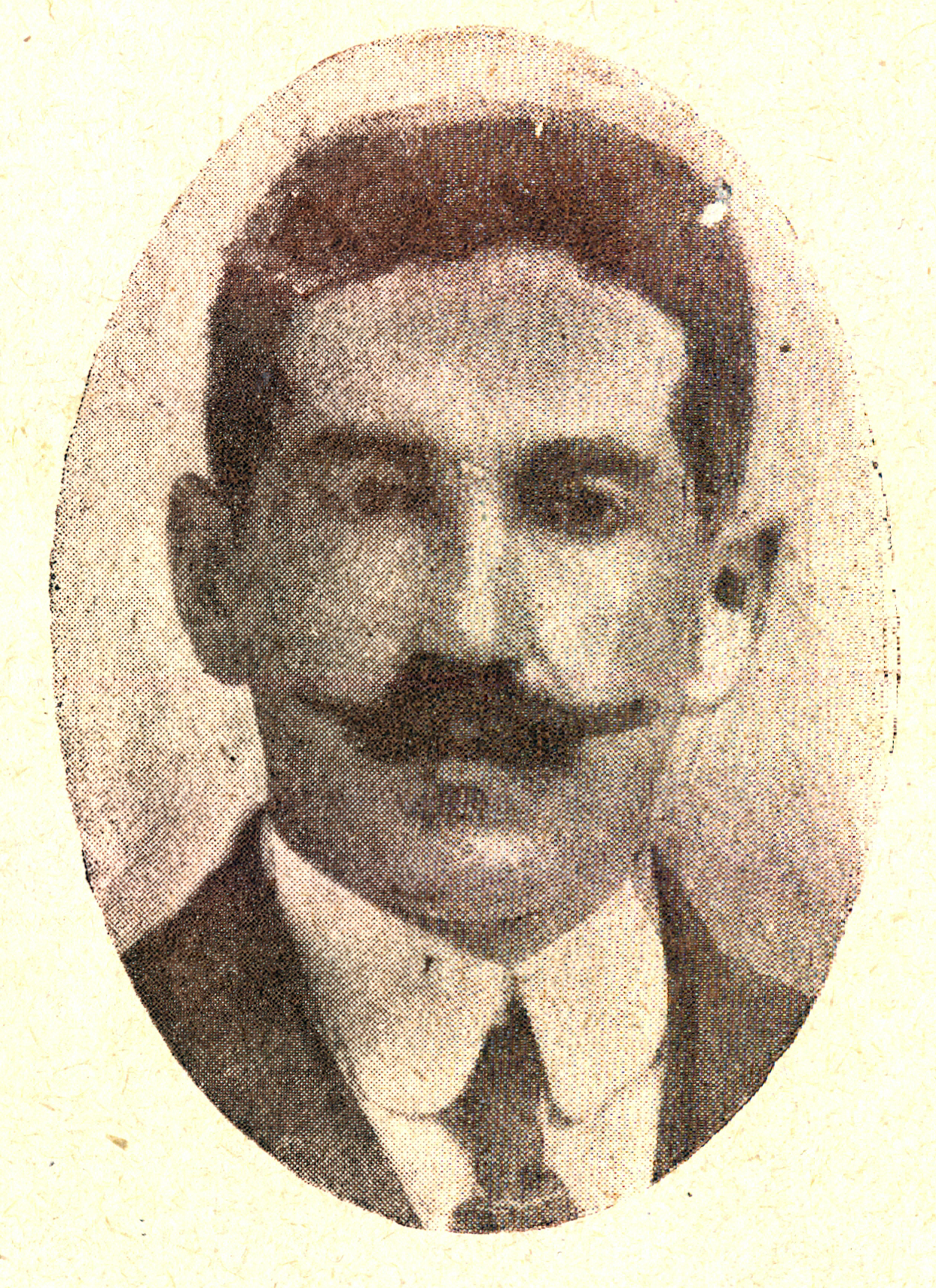
Francisco Fuentes, jefe de Botánica Fanerogámica en el MNHN

Nació en la ciudad de San Fernando, hijo de Elías Fuentes y de Francisca Fuentes. En San Fernando realizó sus primeros años de escolaridad. Posteriormente se traslada a Santiago, donde ingresó al Instituto Nacional, para realizar su educación secundaria. Tras ingresar al Instituto Pedagógico, recibió su título de Profesor de Estado en Ciencias Naturales en 1897, y se desempeñó como docente en varios liceos del país, como el Liceo de Angol (1899-1901), el Liceo de Hombres de San Fernando (1901-1907), el Liceo de La Serena (1907-1912), la Escuela Militar (1912-1916), el Liceo José Victorino Lastarria (1913-1925) y el Liceo Amunátegui (1918-1934). En el Instituto Agronómico de la Universidad de Chile impartió la cátedra de Botánica entre 1914 y 1934. Sus primeras publicaciones científicas las realizó en el diario La Opinión, de San Fernando, en 1914. Formó parte de varias sociedades científicas como la Sociedad Chilena de Historia Natural (de la que fue presidente en 1928) y la Academia Chilena de Ciencias Naturales.
En 1915 contrajo matrimonio con Albina Noemí Fuentes León, con quien tuvo dos hijos.
Una vez titulado como docente, Fuentes rápidamente se destacó como botánico, al punto de ser comisionado, en 1911, por el presidente de Chile, Ramón Barros Luco, para viajar a la Isla de Pascua acompañando al meteorológo alemán Walter Knoche, entonces director del Instituto Central Meteorológico de Chile. En la isla, Fuentes realizó recolecciones de fauna, investigaciones meteorológicas y volcánicas, y encontró el único ejemplar de toromiro, hallazgo que reporta al botánico sueco Carl Skottsberg, quien posteriormente describió la especie. Fuentes dio cuenta de su trabajo en el libro Flora y fauna de la Isla de Pascua.  

## Trabajo en el MNHN
Fuentes ingresó a trabajar en el Museo Nacional de Historia Natural el 1 de marzo de 1912, haciéndose cargo de la Sección de Botánica Fanerogámica, reemplazando en el cargo a Karl Reiche, quien emigró a México. También se desempeñó en la Escuela de Altos Estudios que funcionaba en el museo, dictando la cátedra de Fanerogamia. El principal aporte de Francisco Fuentes al mando de la sección fue ordenarla sistemáticamente, junto con el estudio y mantención del Herbario Nacional. También continuó el trabajo de Reiche, especialmente en lo que se refiere a la descripción de nuevas especies de plantas. Para estos fines Francisco Fuentes realizó una serie de excursiones en territorio chileno, trayendo al museo muestras de la flora chilena. Fuentes recorrió Rapa Nui, el archipiélago de Juan Fernández, el desierto de Atacama, y los bosques del sur del país. En 1912 fue designado como representante de Chile en el Congreso Internacional de Botánica, celebrado en Cambridge, Inglaterra. En esa ocasión Fuentes visitó el Jardín Botánico de Kew. En 1930 fue comisionado por Carlos Ibáñez del Campo para participar en el Quinto Congreso Internacional de Botánica, donde fue honrado como Miembro del Comité Mundial de Nomenclatura Botánica.

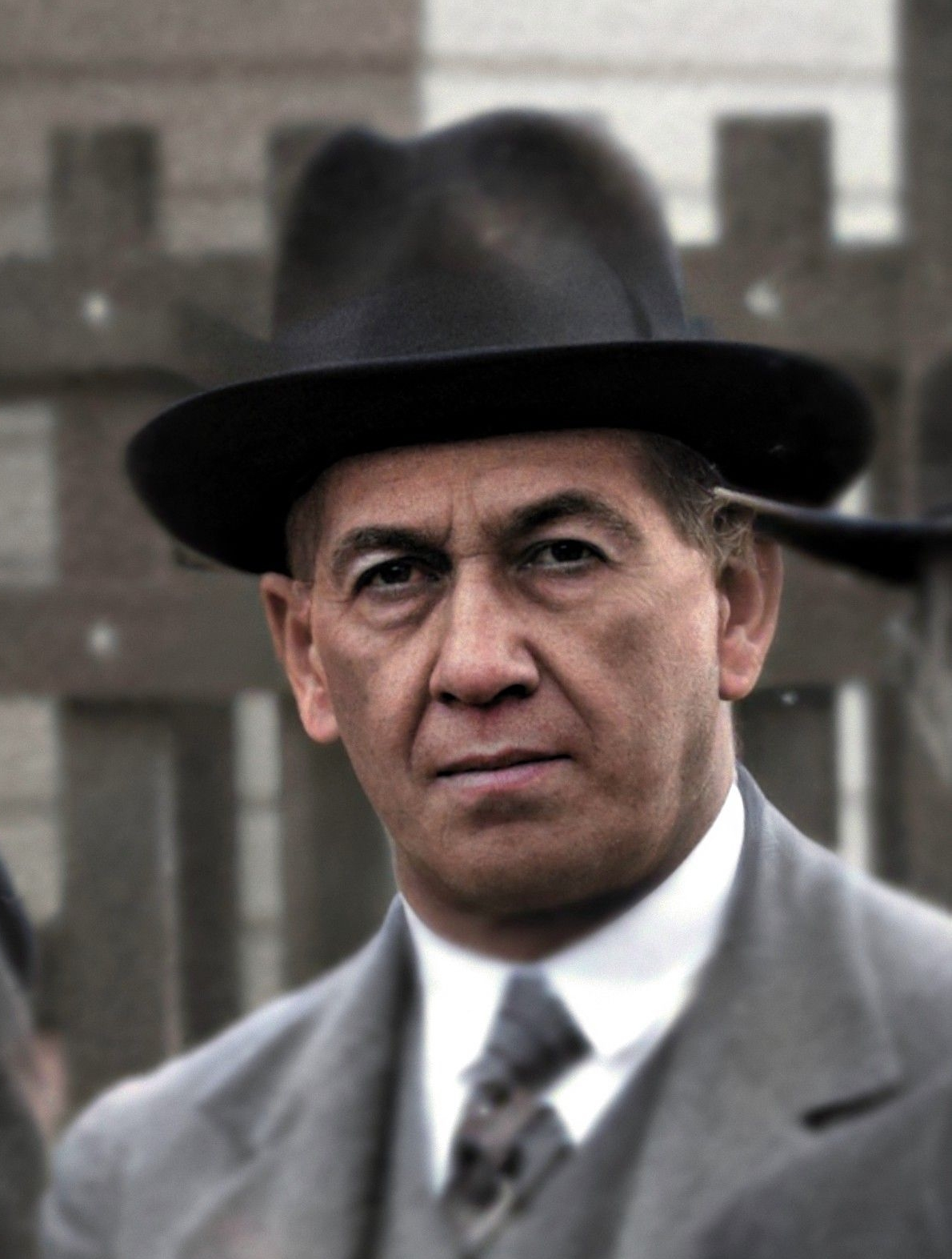
Una de las últimas fotografías de Francisco Fuentes, en 1934.

En 1934 forma parte de la expedición Macqueen, organizada por Ricardo Latcham, director del MNHN. En esa expedición Francisco Fuentes fallece al caer de su caballo en el sector del río Blanco. Carlos E. Porter recuerda a Francisco Fuentes: «Todos cuantos tuvimos ocasión de conocer personalmente al profesor Fuentes, conservamos el recuerdo de su bondadosa fisonomía, de su amistad franca y leal, de su inquebrantable espíritu de trabajo. En el Museo Nacional, en el Centro Federico Johow, en la Academia Chilena de Ciencias Naturales y sobre todo en la Sociedad Chilena de Historia Natural, de la cual fue uno de sus fundadores y uno de sus más asiduos asistentes, jamás podrá extinguirse el recuerdo del compañero meritorio».